# Calcioancylite-(Ce)
La calcioancylite-(Ce) è un minerale appartenente al gruppo dell'ancylite.